# L'Alchimiste Parafaragaramus ou la Cornue infernale
L'Alchimiste Parafaragaramus ou la Cornue infernale, llançat als Estats Units com a The Mysterious Retort i a Gran Bretanya com 'The Alchemist and the Demon, és una pel·lícula muda francesa de 1906 dirigida per Georges Méliès. Va ser llançada per la Star Film Company de Méliès i està numerat del 874 al 876 als seus catàlegs.

## Trama
En un laboratori, un alquimista treballa amb una gran rèplica sobre un fogó. Després de consultar un llibre, s'adorm en una cadira prop del fogó. Mentre dorm, una serp gegant surt de l'estufa i es transforma en un bufó, que desperta l'alquimista i l'obliga a mirar-se en un mirall de mà. Quan l'alquimista ho fa, la rèplica es fa molt més gran, l'alquimista es torna a dormir i una aranya gegant amb rostre humà apareix dins de la rèplica. L'aranya es dissol en una dona jove que esquitxa monedes a terra. Les espurnes escapen de la rèplica i es transformen en un fantasma. L'alquimista es desperta terroritzat i la rèplica gegant explota. Dos ajudants corren cap a l'alquimista, que ha caigut postrat a terra. El bufó reapareix i es queda triomfant sobre l'alquimista caigut.

## Producció
Méliès apareix a la pel·lícula com l'alquimista. Tot i que sovint va fer papers a les seves pròpies pel·lícules, L'Alchimiste Parafaragaramus ou la Cornue infernale és un dels pocs casos en què el personatge de Méliès és derrotat i aparentment mort al final de la pel·lícula.
Almenys dos elements de la pel·lícula són reconeixibles de les produccions anteriors de Méliès: la túnica de mag de l'alquimista s'utilitzava amb freqüència, inclosa a Le Voyage dans la Lune (1902), mentre que la serp titella que surt de la pel·lícula. El foc havia aparegut anteriorment a La Légende de Rip Van Winkle (1905). Els efectes especials per a la pel·lícula es van crear utilitzant maquinària escènica, pirotècnia, escamoteigs i sobreimposiciós.

## Versions
Pel·lícules anteriors a 1903 de Méliès, especialment la popular Le Voyage dans la Lune, eren freqüentment piratejats per productors esetatunidencs com Siegmund Lubin. Per combatre la pirateria, Méliès va obrir una sucursal estatunidenca de la seva Star Film Company i va començar a produir dos negatius de cada pel·lícula que realitzava: una per als mercats nacionals i una altra per a l'estranger. Per produir els dos negatius separats, Méliès va construir una càmera especial que utilitzava dues lents i dues bobines de pel·lícula simultàniament.
A la dècada del 2000, els investigadors de la companyia cinematogràfica francesa Lobster Films es van adonar que el sistema de dues lents de Méliès era en efecte una càmera de pel·lícula estèreo no intencionada, però totalment funcional i, per tant, que es podien fer versions 3D de les pel·lícules de Méliès simplement combinant les impressions nacionals i estrangeres de la pel·lícula. Serge Bromberg, el fundador de Lobster Films, va presentar versions en 3D de L'Alchimiste Parafaragaramus ou la Cornue infernale i dues pel·lícules de Méliès de 1903, Le Chaudron infernal i L'Oracle de Delphes, en una presentació de setembre de 2011 a l'Acadèmia de les Arts i les Ciències Cinematogràfiques. Una projecció similar de Bromberg, sense L'Alchimiste Parafaragaramus... però amb les altres dues pel·lícules, s'havia produït en una presentació el gener de 2010 a la Cinémathèque Française. Segons la crítica de cinema Kristin Thompson, "l'efecte del 3D era deliciós... les pel·lícules sincronitzades per Lobster semblaven exactament com si Méliès les hagués dissenyat per a 3D."
Una de les impressions supervivents de la pel·lícula, celebrada a la Cinémathèque Française, és una versió colorida a plantilla. Es desconeix si Méliès va autoritzar el color, ja que el procés de la plantilla és molt poc habitual en la seva obra; normalment, les seves pel·lícules es van pintar amb un mètode totalment a mà alçada supervisada per la colorista Elisabeth Thuillier.